# Muhlenbergia gypsophila
{{Bảng phân loại
| name = Muhlenbergia gypsophila
| status = 
| status_system = 
| status_ref = 
| image = 
| image_caption = 
| regnum = Plantae
| unranked_divisio = Angiospermae
| unranked_classis = Monocots
| ordo = Poales
| familia = Poaceae
| genus = Muhlenbergia
| species = M. gypsophila
| binomial = Muhlenbergia gypsophila
| binomial_authority = [[Charlotte Goodding Reeder
| C.Reeder]] & Reeder
}}
Muhlenbergia gypsophila là một loài thực vật có hoa trong họ Hòa thảo. Loài này được C.Reeder & Reeder mô tả khoa học đầu tiên năm 1966.